# Jacob Murphy
Jacob Kai Murphy (Londen, 24 februari 1995) is een Engels voetballer die doorgaans als linkermiddenvelder speelt. Hij verruilde Norwich City in juli 2017 voor Newcastle United.

## Clubcarrière
Murphy werd net als zijn tweelingbroer Josh in 2006 opgenomen in de jeugdopleiding van Norwich City. Hiermee won hij in 2012/13 de FA Youth Cup. Hij scoorde in de finale tegen Chelsea. Murphy en zijn broer tekende op 4 januari 2013 hun eerste profcontracten bij Norwich City. Hij debuteerde op 4 januari 2014 in het eerste elftal, in een wedstrijd in het toernooi om de FA Cup tegen Fulham. Hij verving die dag in de 79e minuut zijn broer.
Murphy's debuut wilde niet zeggen dat Norwich City hem klaar achtte voor het eerste elftal. Het verhuurde hem tussen februari 2014 en juni 2016 nog aan zes verschillende clubs, waarmee hij speelde in zowel de League Two, de League One als de Championship. Hij werd in het seizoen 2016/17 vervolgens basisspeler bij Norwich. Hiervoor kwam hij dat jaar 37 keer uit in de Championship. Murphy trok zo de aandacht van kampioen Newcastle United, waartegen hij dat jaar zowel uit als thuis scoorde.
Murphy tekende in juli 2017 bij Newcastle United. Hier gaf coach Rafael Benítez hem in zijn eerste jaar in de Premier League in 25 speelronden speeltijd. Hij maakte op 20 januari 2018 zijn eerste doelpunt op het hoogste niveau. Hij zorgde toen voor de 2–1 uit bij Manchester City, dat uiteindelijk met 3–1 won. Benítez had Murphy in de eerste seizoenshelft van 2018/19 amper nog nodig. Daarom vertrok hij in januari 2019 voor vier maanden op huurbasis naar West Bromwich Albion en in augustus 2019 voor een jaar naar Sheffield Wednesday.
Murphy keerde voor seizoen 2020/21 terug in de selectie van Newcastle United. Hier was Steve Bruce inmiddels coach. Die zag hem ook niet als onbetwiste basisspeler, maar wel als waardevol lid van de selectie. Murphy kwam dat jaar 26 speelronden in actie (17 keer vanaf de aftrap) en in zowel 2021/22 als 2022/23 meer dan dertig keer. Zijn ploeggenoten en hij plaatsten zich in het laatstgenoemde seizoen via de vierde plaats in de Premier League voor het eerst in twintig jaar voor de Champions League.

## Interlandcarrière
Murphy kwam uit voor alle Engelse nationale jeugdselecties vanaf Engeland –18 en nam met Engeland –21 deel aan het EK –21 van 2017.
1 Dúbravka ·
2 Trippier ·
4 Botman ·
5 Schär ·
6 Lascelles  ·
7 Joelinton ·
8 Tonali ·
9 Wilson ·
10 Gordon ·
11 Barnes ·
13 Targett ·
14 Isak ·
17 Krafth ·
18 Osula ·
19 Vlachodimos ·
20 Hall ·
21 Livramento ·
22 Pope ·
23 Murphy ·
24 Almirón ·
25 Kelly ·
26 Ruddy ·
28 Willock ·
29 Gillespie ·
33 Burn ·
36 Longstaff ·
37 Murphy ·
39 Guimarães ·
67 Miley ·
Coach: Howe
· Assistent-coach: Jones